# L'Héritage de Jason Mac Lane
L'Héritage de Jason Mac Lane est le vingt-quatrième tome de la série de bande dessinée XIII. Il s'agit du cinquième album avec le scénariste Yves Sente et le dessinateur Youri Jigounov aux commandes.

## Résumé
Lors d'une réunion à la Fondation du Mayflower, la présidente lance un nouveau projet de conquête après l'échec de la précédente (La Conjuration des XX) avec la candidature du sénateur Allerton qui va utiliser son "évasion" du Banitchistan pour les prochaines présidentielles (alors qu'il était complice).
Aux Pays-Bas, Jason MacLane et la néerlandaise Annika se rendent chez un traducteur pour traduire le document. Il raconte l’histoire du troisième groupe du Mayflower et de la vérité sur les agissements des Puritains qui ont ainsi pris l'ascendant sur les autres pour créer un nouveau monde à leur image. Mais la Fondation les a retrouvés et le duo réussira à quitter les Pays-Bas clandestinement grâce à Little Joe pour se rendre dans le Wyoming chez la sœur de Carrington.
Pendant ce temps, le groupe terroriste qui retient toujours en otage Jones et Carrington se fait massacrer par un autre groupe terroriste pakistanais. Les membres de ce dernier emmènent les otages pour demander une rançon. Mais Jones est gravement blessée à la main par les nouveaux tortionnaires, qui filment la scène.
Jason rencontre le général Wolf, un ami fidèle de Carrington qui lui a succédé au Pentagone, pour organiser l'extraction des otages du Pakistan. L'opération est une réussite et le général fait passer pour mort Jones et Carrington (qui se font soigner) afin que Jason puisse infiltrer la Fondation.
Revenu aux Etats-Unis, Jason se rend à la soirée organisée à la Fondation et rencontre la fameuse présidente qui n'est nulle autre que... Janet Fitzsimmons, la veuve du président Walter Sheridan (qui était également le n°I de la Conjuration des XX). Jason et Janet vont avoir une longue discussion quasi amicale durant laquelle le premier réclame l'héritage du Mayflower, partagé en trois d'après le document officiel qu'il présente. D'après ce document, la reine d'Angleterre a accordé une terre aux groupes du Mayflower (à partager en trois), et Jason est l'héritier d'un tiers du terrain, et donc du tiers de la Fondation. Jason et Janet se mettent d'accord pour se revoir plus tard afin de discuter du partage. Puis Jason s'en va, accompagné de la tueuse Julianne surprise de ce retournement de situation. La discussion cordiale qu'ils commencent en quittant le bâtiment de la réception est cependant vite interrompue par Little Joe, qui kidnappe la femme qui a tué son frère. Jason fait signe au général Wolf qu'il a réussi à infiltrer la Fondation, tandis que le journaliste Danny Finkelstein reçoit les copies de la véritable histoire du Mayflower que l'amnésique lui a transmises.